# Still a G Thang
Still a G Thang – pierwszy singel amerykańskiego rapera Snoop Dogga pochodzący z albumu pt. Da Game Is to Be Sold, Not to Be Told. Jest to pierwszy singel wydany pod nowym pseudonimem artystycznym "Snoop Dogg" (zamiast "Snoop Doggy Dogg").

## Lista utworów
CD promo
1. Still A G Thang (Radio Version) - 4:02
2. Still A G Thang (Instrumental Version) - 4:48

12" winyl
1. Still A G Thang (Radio Version)
2. Still A G Thang (Street Version)
3. Full Fledged Pimpin'
4. Still A G Thang (Instrumental)

## Notowania
| Notowanie (1998)         | Najwyższa pozycja |
| ------------------------ | ----------------- |
| U.S. Billboard Hot 100   | 19                |
| U.S. R&B/Hip-Hop Singles | 16                |
| U.S. Hot Rap Singles     | 3                 |
| U.S. Rhythmic Top 40     | 36                |
| Billboard Year End Chart | 99                |